# 2033 Basilea
2033 Basilea (1973 CA) là một tiểu hành tinh vành đai chính được phát hiện ngày 6 tháng 2 năm 1973 bởi P. Wild ở Zimmerwald.